# Бобан Здравкович
Слободан „Бобан“ Здравкович (на сръбски: Слободан „Бобан“ Здравковић или Slobodan „Boban“ Zdravković) е сръбски певец, един от най-познатите и популярни изпълнители в Източна Европа.

## Биография
Роден е на 16 май 1962 година в град Ниш, бивша Югославия.
Завършил основно образование в родния си град, а средното си образование получава в Средното техническо училище "Неймар" в Белград. Бобан е описан като редовен студент в този Университетски факултет, но прекъсва обучението си след втория семестър и се отдава на поп музиката. 
Той започва кариерата си през 1982 година с албума „Volite se i pevajte uz buzuki“, който остава незабелязан. През 1989 г. издава албума „Прощавайки вашето бебе“, от който се откроява хита „Няма начин“ и става популярен в цяла Югославия. Най-известните му песни са „Ne dolazi“, „Lepa zena“, „Тиана“, „Цялата ми любов“, „Погледни към небето“, „През деня спи“ „Маракана“, и др.
Сега Бобан живее със семейството си в Белград, но много често живее в родния си град.

## Дискография

### Студийни албуми
- 1982 – „Volite se i pevajte uz buzuki“
- 1985 – „Daću daću, sve“
- 1987 – „Klinka“
- 1989 – „Praštam ti dušo“
- 1990 – „Pogledaj u nebo“
- 1992 – „Napij se srce“
- 1993 – „Nema veze“, компилация
- 1994 – „Još me ima“
- 1996 – „Ljubav za ljubav“
- 1997 – „Marakana“
- 1998 – „Niko nema dva života“
- 2000 – „Šta godine nama znače“
- 2002 – „20 godina sa vama“, компилация
- 2003 – „S tobom hoću sve“
- 2004 – „Hit do hita“, компилация
- 2006 – „Bez milosti“
- 2008 – „Moja slatka muko“
- 2012 – „Bitno je bitno“
- 2017 – „The Best“, компилация, издадена в България

## Галерия
- Бобан Здравкович с първото поколение на Рекстън
- Бобан Здравкович в дует с българската попфолк изпълнителка Екстра Нина, 2004 г.
- Бобан Здравкович представя джипа Корандо на автомобилно изложение в Белград